# Xylomedes cornifrons
Xylomedes cornifrons là một loài bọ cánh cứng trong họ Bostrichidae. Loài này được Baudi di Selve miêu tả khoa học năm 1873.